# Mount Cis
Mount Cis är ett berg i Antarktis. Det ligger i Östantarktis. Nya Zeeland gör anspråk på området. Toppen på Mount Cis är 184 meter över havet.
Terrängen runt Mount Cis är kuperad österut, men åt nordväst är den platt. Havet är nära Mount Cis åt sydväst. Trakten är obefolkad. Det finns inga samhällen i närheten.